# Susanne
| Drenge- | Drenge-   | Pige- | Pige-    | Efter- | Efter-      |
| ------- | --------- | ----- | -------- | ------ | ----------- |
| 1       | Peter     | 1     | Anne     | 1      | Nielsen     |
| 2       | Michael   | 2     | Mette    | 2      | Jensen      |
| 3       | Lars      | 3     | Kirsten  | 3      | Hansen      |
| 4       | Jens      | 4     | Hanne    | 4      | Andersen    |
| 5       | Thomas    | 5     | Anna     | 5      | Pedersen    |
| 6       | Henrik    | 6     | Helle    | 6      | Christensen |
| 7       | Søren     | 7     | Maria    | 7      | Larsen      |
| 8       | Christian | 8     | Susanne  | 8      | Sørensen    |
| 9       | Martin    | 9     | Lene     | 9      | Rasmussen   |
| 10      | Jan       | 10    | Marianne | 10     | Jørgensen   |

Susanne er et pigenavn, der stammer fra det hebraiske ord for "lilje". Navnet anvendes i forskellige former overalt i den kristne verden. I 2001 var der ifølge Danmarks Statistik 33.106 danskere med navnet, men dertil kan lægges adskillige tusinde med et af de afledte navne.
Af Susanne kan udledes navne som:
- Susan
- Sanne
- Sussi
- Suzanne
- Sussie
- Susie
- Susanna
- Suzan
- Suzette
- Sanni

samt en række andre variationer.

## Kendte personer med navnet
- Susanna (bibelsk person)
- Sussi Nielsen, dansk musiker (Sussi & Leo).
- Susanne Hedegaard Andersen, tidligere sportsdirektør i Team Danmark.
- Sussi Bech, dansk tegneserietegner.
- Susanne Bier, dansk filminstruktør.
- Suzanne Bjerrehuus, dansk forfatter og medieperson.
- Susanne Breuning, dansk skuespiller.
- Suzanne Brøgger, dansk forfatter.
- Susan Hayward, amerikansk skuespiller.
- Susanne Heinrich, dansk skuespiller.
- Susanne Jagd, dansk skuespiller.
- Susanne Juhasz, dansk skuespiller.
- Susanne Lana, dansk sanger.
- Susan Boyle, britisk sangerinde
- Susan Elizabeth Donaldson, engelsk forfatter og kronprinsesse Marys stedmor.
- Susanne Nielsson, dansk svømmer.
- Suzi Quatro, amerikansk sanger og musiker.
- Sanne Salomonsen, dansk rocksanger.
- Susan Sarandon, amerikansk skuespiller.
- Susan Sontag, amerikansk forfatter.
- Suzanne Vega, amerikansk musiker.
- Susannah York, engelsk skuespiller.

## Navnet anvendt i fiktion

### Film
- Susanne er en dansk film fra 1950 instrueret af Torben Anton Svendsen.
- Suzanne og Leonard er en dansk film fra 1984 instrueret af John Hilbard.

### Musik
- "Suzanne" af og med Leonard Cohen.
- "Susana" med Ricky Martin.
- "Suzie Q" med Creedence Clearwater Revival.
- "Oh Susanna" af Stephen Foster, der i dansk udgave hedder "Åh Susanne".
- "Smilende Susie" med Birgit Lystager.
- "Jeg hader Susanne" med Souvenirs.
- "Wake Up Little Susie" med The Everly Brothers.
- "Susanne, Birgitte og Hanne" med Otto Brandenburg.
- "Susan Himmelblå" af og med Kim Larsen.

## Andre anvendelser
- Crepes suzette er en slags dessertpandekage.
- Susanna i badet er en legende fra Det Gamle Testamente